# Belleterre
Belleterre är en stad (kommun av typen ville) i provinsen Québec i Kanada. Den ligger i regionen Abitibi-Témiscamingue i västra delen av provinsen, 300 km nordväst om huvudstaden Ottawa. Antalet invånare var 285 vid folkräkningen 2021.
I Belleterre finns en klimatstation. Där är årsmedeltemperaturen 2 °C. Den varmaste månaden är juli, då medeltemperaturen är 17,3 °C, och den kallaste är januari, med -16,1 °C. Genomsnittlig årsnederbörd är 975,9 millimeter.